# 森健志
森 健志（もり たけし、1976年9月25日 - ）は、日本のオンラインゲームプロデューサー。東京都出身。Q ENTERTAINMENT執行役員兼オンラインゲーム事業部部長。代表作は、『ストラガーデン』、『Xenepic Online』、『Angel Love Online』、など。また他社オンラインゲームのコンサルティングも行い、これまでに10タイトル以上のオンラインゲームに携わる。

## 来歴
- 2000年 - ネクソンジャパンに入社。後にネクソンクラシックと呼ばれる『風の王国 (オンラインゲーム)』『エランシア』『闇の伝説』『Quizquiz』『タクティカルコマンダー』の立ち上げメンバーとしてディレクター活動（後にソリッドネットワークスに社名変更）。
- 2004年 - ゲームガーデン株式会社取締役に就任。
- 2006年 - ソリッドネットワークス、ゲームガーデンを退社
- 2006年 - Q ENTERTAINMENTに入社。オンラインゲーム事業を立ち上げる。

## 作品履歴
- 2004年 - 「ストラガーデン」
- 2005年 - 「Xenepic Online」
- 2006年 - 「Angel Love Online」
- 2008年 - PLAYSTATION 3版のPlayStation Storeにて「Angel Love Online」配信開始